# 宮里藍 サントリーレディスオープンゴルフトーナメント
宮里藍 サントリーレディスオープンゴルフトーナメント（AI MIYAZATO SUNTORY LADIES OPEN GOLF TOURNAMENT）は、毎年6月第2週に行われる日本女子プロゴルフ協会公認による女子ゴルフトーナメントである。

## 概要
本大会はサントリーホールディングスの主催によって開催されている。2021年から賞金総額1億5000万円、優勝賞金2700万円に引き上げられた。
2012年までは女子の試合としては珍しく、公式戦（メジャー大会）以外では唯一の4日間競技だった。
開催コースは1991年の第2回大会のみ千葉県市原市のキングフィールズゴルフクラブで開催された以外は、第1回の1990年から1998年までは主に兵庫県神戸市北区の有馬ロイヤルゴルフクラブで、1999年以降は兵庫県三木市にあるジャパンメモリアルゴルフクラブ（現・三甲ゴルフ倶楽部ジャパンコース）でそれぞれ行われていたが、2006年からは神戸市北区にある六甲国際ゴルフ倶楽部に場所を移して現在に至っている。
2018年度から大会アンバサダーに元女子プロゴルファーの宮里藍（2017年引退）を迎え、大会名も『宮里藍 サントリーレディスオープンゴルフトーナメント』に変更されることが2018年3月5日に主催者のサントリーより発表された。
2020年からこの大会の優勝者及び2位の選手には8月に開催される『AIG女子オープン選手権』の出場権が付与される。このため、2022年度から副題として「神戸から世界へ」・「～全英女子への道～」が付けられている。

## 歴代優勝者
| 開催回                                             | 開催年 | 優勝者名                   | 開催コース                     |
| -------------------------------------------------- | ------ | -------------------------- | ------------------------------ |
| 第1回                                              | 1990年 | 黄玥珡                     | 有馬ロイヤルゴルフクラブ       |
| 第2回                                              | 1991年 | 村口史子                   | キングフィールズゴルフクラブ   |
| 第3回                                              | 1992年 | 柏戸レイ子                 | 有馬ロイヤルゴルフクラブ       |
| 第4回                                              | 1993年 | 前田すず子                 | 有馬ロイヤルゴルフクラブ       |
| 第5回                                              | 1994年 | 山岡明美                   | 有馬ロイヤルゴルフクラブ       |
| 1995年大会は阪神・淡路大震災のため中止             |        |                            |                                |
| 第6回                                              | 1996年 | 元載淑（ウォン・ジェスク） | ジャパンメモリアルゴルフクラブ |
| 第7回                                              | 1997年 | 塩谷育代                   | 有馬ロイヤルゴルフクラブ       |
| 第8回                                              | 1998年 | マーニー・マクグァイヤ     | 有馬ロイヤルゴルフクラブ       |
| 第9回                                              | 1999年 | 肥後かおり                 | ジャパンメモリアルゴルフクラブ |
| 第10回                                             | 2000年 | 中野晶                     | ジャパンメモリアルゴルフクラブ |
| 第11回                                             | 2001年 | 服部道子                   | ジャパンメモリアルゴルフクラブ |
| 第12回                                             | 2002年 | 坂東貴代                   | ジャパンメモリアルゴルフクラブ |
| 第13回                                             | 2003年 | 李知姫                     | ジャパンメモリアルゴルフクラブ |
| 第14回                                             | 2004年 | 宮里藍                     | ジャパンメモリアルゴルフクラブ |
| 第15回                                             | 2005年 | 不動裕理                   | ジャパンメモリアルゴルフクラブ |
| 第16回                                             | 2006年 | ニッキー・キャンベル       | 六甲国際ゴルフ倶楽部           |
| 第17回                                             | 2007年 | 張娜                       | 六甲国際ゴルフ倶楽部           |
| 第18回                                             | 2008年 | 上田桃子                   | 六甲国際ゴルフ倶楽部           |
| 第19回                                             | 2009年 | 諸見里しのぶ               | 六甲国際ゴルフ倶楽部           |
| 第20回                                             | 2010年 | 飯島茜                     | 六甲国際ゴルフ倶楽部           |
| 第21回                                             | 2011年 | アン・ソンジュ             | 六甲国際ゴルフ倶楽部           |
| 第22回                                             | 2012年 | 金孝周（当時アマチュア）   | 六甲国際ゴルフ倶楽部           |
| 第23回                                             | 2013年 | 森田理香子                 | 六甲国際ゴルフ倶楽部           |
| 第24回                                             | 2014年 | アン・ソンジュ             | 六甲国際ゴルフ倶楽部           |
| 第25回                                             | 2015年 | 成田美寿々                 | 六甲国際ゴルフ倶楽部           |
| 第26回                                             | 2016年 | 姜秀衍（カン・スーヨン）   | 六甲国際ゴルフ倶楽部           |
| 第27回                                             | 2017年 | キム・ハヌル               | 六甲国際ゴルフ倶楽部           |
| 第28回                                             | 2018年 | 成田美寿々                 | 六甲国際ゴルフ倶楽部           |
| 第29回                                             | 2019年 | 鈴木愛                     | 六甲国際ゴルフ倶楽部           |
| 2020年大会は新型コロナウイルス流行の影響により中止 |        |                            | 六甲国際ゴルフ倶楽部           |
| 第30回                                             | 2021年 | 青木瀬令奈                 | 六甲国際ゴルフ倶楽部           |
| 第31回                                             | 2022年 | 山下美夢有                 | 六甲国際ゴルフ倶楽部           |
| 第32回                                             | 2023年 | 岩井千怜                   | 六甲国際ゴルフ倶楽部           |
| 第33回                                             | 2024年 | 大里桃子                   | 六甲国際ゴルフ倶楽部           |
| 第34回                                             | 2025年 | 高橋彩華                   | 六甲国際ゴルフ倶楽部           |

## テレビ中継
2024年までは地上波のテレビ中継はフジテレビの制作著作でFNS系列28局で決勝ラウンドの2日間を中継しており、例年、関西テレビ放送と東海テレビが制作・技術協力に、北海道文化放送が制作協力に就いていた。また、BSデジタル放送のBSフジ、及びCS放送のフジテレビONEでは4日間中継している。
なお地上波で中継予定だった2020年大会の放送枠は決勝ラウンド1日目の代替として「めざましテレビ きょうのわんこスペシャル」、同2日目の代替でカンテレ制作の「さんまのまんまSP特別編」を放送した。
2025年は中居正広・フジテレビ問題の影響でフジテレビと関西テレビを含めたFNS系列各社とフジサンケイグループが主催者と後援から外れたことが公式サイトで明示されている。
中継番組の制作著作もフジテレビに代わって、開催地の六甲国際ゴルフ倶楽部を有す兵庫県を放送エリアに持つ関西テレビが行うことになったほか、3月の「アクサレディス」最終日同様フジテレビを除外した27局およびBSフジでの放送となり、アナウンサーは北海道文化放送からも派遣された。
スコアテロップ及びテーマソング（『Let me go』〈鳥山雄司〉）はフジテレビ制作の例年と同じものを流用したが、その一方で番組の配信は関西テレビが行ったため、提供クレジットは「提供」の文字がない関西テレビ仕様のものとなっていた他、オープニングのスタッフクレジットなどは、同じく関西テレビが制作に深く関与した（名目上はテレビ宮崎が制作著作）となった「アクサレディス」に準じた書式となっていた。また「字幕放送」表示や右上の注目テロップも関西テレビのものが使われた他、「すぽると!」のオープニングキャッチがなかった。
なおJLPGA放映権を保持するU-NEXTでは通常通り配信された。

### 2025年度の制作体制
協力
- 北海道文化放送
- 東海テレビ放送
- 共同テレビジョン
- 放映サービス
- 関西東通
- ウエストワン
- エキスプレススポーツ
- テレテック
- テクノネット
- スポーツウェザー
- バンセイ
- TBSアクト（TACT）
- 田中電設
- サンフォニックス
- 共立
- 大阪共立
- ワンツー・ワンツー
- 明光セレクト
- 京北サービス
- ショットビジョン
- レントアクト昭特
- ピークエアビジョン
- CUP
- 大真
- コンバージョン
- エノ菱
- カムワーク
- 遊写

スタッフ
- プロデューサー：大槻文人
- ディレクター：藤原陸
- 技術：藤松智哉、江藤秀一、結城芳彦、赤澤和伸
- 制作著作：カンテレ（関西テレビ放送）

出演者
- 大会アンバサダー：宮里藍
- 解説；平瀬真由美
- トーナメントディレクター：戸張捷
- オンコース解説：大江香織
- 実況：石田一洋（関西テレビ）
- リポート：中村剛大（北海道文化放送）
- インタビュー：山本大貴（関西テレビ）

## チャリティ
1995年は阪神・淡路大震災のため中止され、大会に予定された賞金総額の全額で神戸市に小型消防車30台が寄付された。以降2008年まで大会名の愛称を「We Love KOBE」とし、大会中のアマプロトーナメントの入場料やチャリティコーナーの売上金などで2008年までに消防車72台、消防ポンプ38台が神戸市に寄贈された。チャリティ金はその他にも子供のためのスポーツ振興や、災害義援金として役立てられている。

## 参考
- 日本女子プロゴルフ協会 サントリーレディスオープン[リンク切れ]